# Allemagne aux Jeux olympiques d'été de 1952
L'Allemagne a participé aux Jeux olympiques d'été de 1952 à Helsinki. 
Elle n'avait pas été invitée aux Jeux olympiques d'été de 1948 à Londres en raison de son rôle dans la seconde guerre mondiale, et également car le comité national olympique allemand, restauré en 1947, ne représentait pas un État reconnu (ce qui fut fait en 1949).
L'Allemagne avait pris part aux Jeux olympiques d'hiver de 1952 à Oslo, sans l'Allemagne de l'Est, qui, malgré les demandes du CIO, a refusé de s'unir au sein d'une seule équipe d'Allemagne.
D'autre part, le land de Sarre (qui était alors un protectorat français) a présenté une délégation autonome à ces Jeux d'Helsinki (mais a rejoint la délégation allemande en 1956).
L'Allemagne n'a remporté aucune médaille d'or lors de ces Jeux Olympiques.

## Médailles d'argent
| Sport                  | Discipline                  | Sportifs                                                      | Performance   |
| Médailles d'argent : 7 |                             |                                                               |               |
| Gymnastique            | Barre fixe hommes           | Alfred Schwarzmann                                            | 19,500 points |
| Athlétisme             | Lancer du marteau hommes    | Karl Storch                                                   | 58,86 m       |
| Athlétisme             | Lancer du poids femmes      | Marianne Werner                                               | 14,57 m       |
| Athlétisme             | 4 x 100 m femmes            | Ursula Knab Maria Sander Helga Klein Marga Petersen-Kallensee | 45 s 9        |
| Boxe                   | mouche 48-51 kg             | Edgar Basel                                                   |               |
| Équitation             | Concours complet par équipe | Wilhelm Büsing Klaus Wagner Otto Rothe                        |               |
| Aviron                 | Deux barré hommes           | Heinz Manchen Helmut Heinhold Helmut Noll (barreur)           |               |

## Médailles de bronze
| Sport                    | Discipline                  | Sportifs                                                         | Performance   |
| Médailles de bronze : 17 |                             |                                                                  |               |
| Athlétisme               | 800 m hommes                | Heinz Ulzheimer                                                  | 1 min 49 s 7  |
| Athlétisme               | 1500 mètres hommes          | Werner Lueg                                                      | 3 min 45 s 4  |
| Athlétisme               | 5000 mètres hommes          | Herbert Schade                                                   | 14 min 08 s 6 |
| Athlétisme               | 4 x 400 mètres hommes       | Günther Steines Hans Geister Heinz Ulzheimer Karl-Friedrich Haas | 3 min 06 s 6  |
| Athlétisme               | 80 m haies                  | Maria Sander                                                     | 11 s 1        |
| Boxe                     | Poids welter - de 67 kg     | Günther Heidemann                                                |               |
| Canoë-kayak              | C2 1000m                    | Egon Drews Wilfried Soltau                                       |               |
| Canoë-kayak              | C2 10000m                   | Egon Drews Wilfried Soltau                                       |               |
| Canoë-kayak              | C1 10000m                   | Michel Scheuer                                                   |               |
| Équitation               | Dressage par équipe         | Heinz Pollay Ida von Nagel Fritz Thiedemann                      | 1501 points   |
| Équitation               | Concours complet individuel | Willi Büsing                                                     | -55,5 points  |
| Équitation               | Saut d'obstacles individuel | Fritz Thiedemann                                                 | 8 points      |
| Cyclisme sur piste       | Vitesse individuelle hommes | Werner Potzernheim                                               |               |
| Cyclisme sur route       | Course en ligne hommes      | Edi Ziegler                                                      |               |
| Plongeon                 | Plateforme 10 mètres        | Günther Haase                                                    | 141,31 points |
| Voile                    | Dragon                      | Theodor Thomsen Erich Natusch Georg Nowka                        |               |
| Natation                 | 200 m brasse homme          | Herbert Klein                                                    | 2 min 35 s 9  |

## Sources
- (en) Cet article est partiellement ou en totalité issu de l’article de Wikipédia en anglais intitulé « Germany at the 1952 Summer Olympics » (voir la liste des auteurs).

Les performances des athlètes allemands aux Jeux Olympiques d'été de 1952 sur le site du CIO